# AC長野パルセイロ
AC長野パルセイロ（エーシーながのパルセイロ、葡: AC Nagano Parceiro）は、長野県長野市、須坂市、中野市、飯山市、千曲市、坂城町、小布施町、高山村、山ノ内町、木島平村、野沢温泉村、信濃町、飯綱町、小川村、栄村、佐久市をホームタウンとする、日本プロサッカーリーグ（Jリーグ）に加盟するプロサッカークラブ。

## 概要
1990年創設の長野エルザサッカークラブが前身。2007年に現名称に変更した。ACはAthletic Clubの略、「パルセイロ」(parceiro)はポルトガル語で「パートナー」の意味であり、地域社会とクラブがパートナーとして共生する「地域密着協働型スポーツクラブ」を目指すことを意味している。運営会社は株式会社長野パルセイロ・アスレチッククラブである。
クラブカラーのオレンジは長野県旗の色であり、紺と共に長野県国体選抜チームのユニフォームカラーでもある。クラブエンブレムは旧称の「エルザ」に由来する雌ライオンに、長野のシンボルであるリンゴの花を対で組み合わせて「パートナー」の意味を表している。ホームスタジアムは南長野運動公園総合球技場（長野Uスタジアム）（詳細は#スタジアムを参照）、練習場は千曲川リバーフロントスポーツガーデン、千曲市サッカー場である。
ホームタウンは準加盟承認時は長野市1市であった が、Jリーグに入会した2013年11月に長野地域・北信地域にある4市と埴科郡・上高井郡・下高井郡・上水内郡・下水内郡の10町村を加えた15市町村（長野市、須坂市、中野市、飯山市、千曲市、坂城町、小布施町、高山村、山ノ内町、木島平村、野沢温泉村、信濃町、飯綱町、小川村、栄村）が、2016年6月に佐久市が追加され、16市町村となった
マスコットキャラクターはライオンをモチーフとした「ライオー」「パルル」「ライト」「パルパパ博士」である。

## 歴史

### 1990年 - 2010年（長野県リーグ/北信越リーグ）
1990年、長野県北信エリアの高校サッカー部OBを中心に長野エルザサッカークラブとして発足。1996年、北信越フットボールリーグに昇格。1999年に県リーグに降格するも翌年北信越リーグに再昇格すると、松本、金沢、JAPANサッカーカレッジ（JSC）らと争い、2002年に初優勝。全国地域サッカーリーグ決勝大会（以下「地決」）に初出場している。2004年には全国社会人サッカー選手権大会（以下「全社」）、天皇杯に初出場するが、いずれも初戦で敗れた。
2005年、支援組織として「Athle-nagano」が発足。2006年、「長期的視野に立ち、地元出身者を活かし、高いレベルの指導者により、選手を育成しながらJを目指したい」という考えから、イラン代表元監督のヴァルデイル・ヴィエイラが監督に就任。要田勇一、貞富信宏の2人のプロ契約選手の獲得や、天然芝グラウンド（千曲川リバーフロントスポーツガーデン）への練習拠点の移転、クラブハウスの設置、更には選手が半日就労後に行う2部練習の体制等を発表するなど、ヴィエイラの方針に則った練習環境の整備が行われた。
2007年1月15日に運営組織を株式会社化（株式会社長野パルセイロ・アスレチッククラブ）。また商標登録の関係から新たなクラブ名を公募し、名称を長野エルザサッカークラブからAC長野パルセイロへ改称。2008年2月には長野市、千曲市、須坂市、中野市の4市や競技団体など30団体で構成する「ホームタウンながの推進協議会」が発足した。
2008年は北信越リーグおよび第44回全社で優勝したが、第32回全国地域サッカーリーグ決勝大会はグループリーグ3位で敗退。翌2009年は北信越リーグで2位に終わり、JFL昇格はならず。ヴィエイラがシーズン終了後に退任した。
2010年、コーチの薩川了洋が監督に就任。JSCから移籍してきた諏訪雄大や宇野沢祐次の活躍もあり、北信越リーグを無敗（12勝2分）で制す。9月の鈴木政一（ジュビロ磐田元監督）の強化本部長就任を経て、第46回全社、第34回地決をともに準優勝し、同年12月8日に日本フットボールリーグ（JFL）理事会でJFLへの入会が承認された。

### 2011年 - 2013年（JFL）
2011年
チームスローガン：DO OUR BEST!
JFL初年度のリーグ戦は最少失点（27失点）、13試合連続無敗（前期第16節 - 後期第9節（東日本大震災で順延となった8月17日の前期第4節と8月21日の前期第5節も含む））といった記録を残し、SAGAWA SHIGA FCに次ぐ2位の成績を収めた。
第16回長野県サッカー選手権大会（天皇杯長野県予選）は決勝で松本山雅FCにPK戦で敗れた。
2012年
チームスローガン：Run All
2月にJリーグ準加盟の審査を受け、同年7月23日にJリーグ準加盟クラブとして承認された。なお、ホームスタジアムとして登録した南長野運動公園総合球技場（南長野）がJリーグ規格に満たないため、J2ライセンスの申請をせず、J2・JFL入れ替え戦への出場は見送られた。2012年シーズンはV・ファーレン長崎に次ぐ2年連続の2位。
第17回長野県サッカー選手権大会は決勝から出場。アルティスタ東御を下し2004年以来8年ぶり2回目の長野県代表として第92回天皇杯に出場（パルセイロに改名後は初）した。1回戦で北海道代表・札幌大学に天皇杯での初勝利を収め、2回戦もJ1・コンサドーレ札幌にPK戦で勝利した。なお、3回戦でJFL・横河武蔵野FCにPK戦で敗れた。
シーズン終了後に薩川が監督を退任した。
2013年
チームスローガン：結心
元徳島ヴォルティス監督の美濃部直彦が監督に就任。開幕5連勝でリーグ戦をスタートし、一時3位に後退するも第9節から第32節まで24試合連続無敗（そのうち第26節から第32節まで7連勝）を記録。第26節終了時にカマタマーレ讃岐に代わって首位に浮上し、第32節ブラウブリッツ秋田戦に勝利して初のJFL優勝を決めた。同年11月19日には日本プロサッカーリーグの理事会でJリーグへの入会と、2014年のJ3リーグ参加が承認された。本年7月27日の第22節を最後に南長野が改修工事に入り、8月11日の第24節より佐久総合運動公園陸上競技場（佐久陸）でホームゲームを開催した。
第18回長野県サッカー選手権大会は決勝から出場し、上田ジェンシャンを下し2年連続3回目の長野県代表として第93回天皇杯に出場。1回戦で愛知県代表・トヨタ蹴球団に、2回戦でJ1・名古屋グランパスに勝利。3回戦でJ2・ギラヴァンツ北九州にPK戦で勝利して第93回天皇杯の都道府県代表で唯一ベスト16に進出した。なお、4回戦はJ1・横浜F・マリノスに延長戦の末敗れた。

### 2014年 - （J3）
2014年
チームスローガン：頂戦
美濃部体制2年目。藤田信、平島崇、堤隆裕、鯨岡佑太、保戸田春彦、木下正貴、小川裕史が退団した一方、甲府から元日本代表の伊東輝悦、栃木SCから勝又慶典、町田から向慎一を完全移籍で獲得。シーズン途中には山田晃平を長崎から期限付き移籍で獲得した。
リーグ戦は2位の成績でJ2・J3入れ替え戦に回ったが、1分1敗の成績でJ2・21位の讃岐に敗れてJ2昇格を逃した。
第94回天皇杯はアマチュアシード枠で出場のため、第19回長野県サッカー選手権大会には不出場。1回戦で新潟県代表・JAPANサッカーカレッジに勝利、2回戦でJ2・ジェフユナイテッド千葉に敗れた。
2015年
チームスローガン：Strong 心・信・進
美濃部体制3年目。旗手真也、野澤健一、高野耕平が引退、松尾昇悟、川邊裕紀、田中恵太、下村悠太、畑田真輝、川鍋良祐がチームを去った。
強化部長に神野卓哉が就任。補強は、長崎から金久保彩、相模原から菅野哲也、盛岡から土井良太、京都から内野貴志を完全移籍で、岡山から仙石廉を期限付き移籍で獲得。鮫島晃太の期限付き移籍期間が延長され、山田晃平が期限付き移籍から完全移籍に移行した。
リーグ戦開幕直前に福岡から光永祐也を期限付き移籍で獲得。リーグ戦開幕後は、パク・ゴンが福岡から、近藤祐介が北九州から、金信泳が釜山アイパークから加入、ムリロ・アルメイダを大分から（7月2日契約解除）、小山内貴哉を札幌から期限付き移籍で獲得した。一方で、吉田実成都がMIOびわこ滋賀へ移籍、平岡将豪が沼津、高慶汰が盛岡へ期限付き移籍、井上寛太が退団した。また、8月5日、美濃部が健康上の問題を理由に監督を辞任。後任には衛藤元がヘッドコーチから昇格した。
リーグ戦は、昨年同様昇格争いをしていたが3位となり昇格はならなかった。また、シーズン最終戦にてマスコットキャラクター「ライオー」がお披露目された。
第20回長野県サッカー選手権大会は決勝から出場。上田ジェンシャンを下して第95回天皇杯に長野県代表として出場。1回戦で山口県代表・レノファ山口FCに勝利、2回戦でJ1・ヴィッセル神戸に敗れた。
シーズン終了後、衛藤が監督を退任、大橋良隆、諏訪雄大が引退、鮫島晃太、高橋駿太、土井良太、金信泳、向慎一、伊東輝悦、光永祐也、小山内貴哉が退団した。
2016年
チームスローガン：共超
監督にアビスパ福岡のヘッドコーチだった三浦文丈が就任。補強は、群馬から夛田凌輔、大分から阪田章裕、荒田智之、岐阜から関田寛士、横浜FMから天野貴史、長崎から東浩史、柏から三浦龍輝、松本から塩沢勝吾を完全移籍で、長崎から碓井鉄平、愛媛から渡辺亮太を期限付き移籍で獲得。期限付き移籍から高慶汰、平岡将豪が復帰、仙石廉が期限付き移籍から完全移籍に移行した。
開幕後、ジョニー・レオーニがFCル・モン＝シュル＝ローザンヌ（スイス3部）から加入。橋本英郎がC大阪から、コンハードがトンベンセFC（ブラジル3部）から期限付き移籍で加入。一方、平岡将豪がいわきFCへ、パク・ゴンが群馬へ、近藤祐介が相模原へ、金久保彩が鹿児島へ、高慶汰がブリオベッカ浦安へ期限付き移籍。碓井鉄平が長崎へ復帰。リーグ戦は昨年と同じ3位。
第21回長野県サッカー選手権大会は決勝から出場。松本大学にPK戦で勝利し第96回天皇杯に長野県代表として出場。1回戦で石川県代表・北陸大学に勝利、2回戦でJ1・名古屋グランパスに勝利した。なお、3回戦はJ2・横浜FCに延長戦の末敗れた。
シーズン終了後、三浦が監督を、神野が強化部長を退任した。金永基（現役引退）、山田晃平、ジョニー・レオーニ、鹿児島へ期限付き移籍していた金久保彩、相模原へ期限付き移籍していたが近藤祐介が契約満了で、渡辺亮太、橋本英郎、コンハードが期限付き移籍期間満了で退団、三浦龍輝が磐田、仙石廉、夛田凌輔が栃木へ完全移籍、期限付き移籍していた高慶汰（浦安）、パク・ゴン（群馬）、平岡将豪（いわきFC）は完全移籍で退団した。
2017年
チームスローガン：一体感
新監督に昨年まで鹿児島ユナイテッドの監督だった浅野哲也が就任。また元監督の美濃部直彦がGMに就任した。補強は、北九州から阿部伸行、新井純平、寺岡真弘、鹿児島から武田大、富山から三上陽輔、岡山から小林秀征、京都から岩沼俊介、國領一平、名古屋から元日本代表明神智和、Y.S.C.C.横浜から野崎雅也を完全移籍で、東京Vから大木暁を期限付き移籍で獲得。
開幕後、京都産業大学の前田悠斗が新加入、水戸から萬代宏樹を期限付き移籍で、山口から岡本英也を完全移籍で獲得した。
開幕2連勝で第2節終了時に暫定首位となるも、直後に連敗しJ2昇格圏となる2位以内から脱落、結果的に昇格圏に入ったのは第2節終了時のみとなった。11月9日、第30節のアウェー藤枝戦に2-4で敗れ、同節終了時に2位に浮上した秋田との勝点差が残り4試合で13に開いたため、この時点で2018年のJ2リーグへの昇格の望みが絶たれ、最終的に5位となった。
第22回長野県サッカー選手権大会は決勝から出場。アルティスタ東御に勝利し第97回天皇杯に長野県代表として出場。1回戦で三重県代表・鈴鹿アンリミテッドFCに勝利、2回戦でJ1・FC東京にPK戦の末勝利、3回戦でJ2・ファジアーノ岡山にも勝利し2013年以来のベスト16に進出。ラウンド16（4回戦）でJ1・ジュビロ磐田に敗退。
2018年
チームスローガン：一体感 Get Up
浅野体制2年目。
開幕後第13節を終えて2勝6分4敗（第4節は試合なし）と低迷し、6月12日に浅野が監督を退任。ヘッドコーチの阪倉裕二が監督に就任し第14節から指揮を執るも、J3加入後最低となる10位でリーグ戦を終える。シーズン終了後、監督の阪倉とGMの美濃部が退任した。
第23回長野県サッカー選手権大会は決勝から出場。松本大学に勝利し第98回天皇杯に長野県代表として出場。1回戦で新潟県代表・新潟医療福祉大学に勝利、2回戦でJ2・大宮アルディージャに敗れた。
2019年
チームスローガン：一体感 for Dream!
監督に前栃木SC監督の横山雄次が就任。
開幕から5戦目まで未勝利（3分2敗）、第6節讃岐戦でシーズン初勝利の後、第8節、第9節と連勝し10位まで浮上したものの、第10節から8戦勝ちなし（3分5敗）で、第14節終了時から第17節まで最下位となる。後半戦初戦となる第18節からシーズン初の3連勝で最下位は脱出したものの、その後第21節からの9試合で2勝しか出来ず、第29節終了時に同シーズンの3位以下が決定、翌年のJ2リーグ昇格を逃した。ただし第27節以降最終節までは8戦負けなし（6勝2分）、特に第30節から最終節までは5連勝と巻き返し、勝点49の9位で終えた。
第24回長野県サッカー選手権大会は決勝から出場。松本大学に勝利し第99回天皇杯に長野県代表として出場。1回戦で昨年に続き新潟県代表・新潟医療福祉大学に勝利、2回戦でJ1・清水エスパルスに0-1で敗れた。
2020年
チームスローガン：CHANGE!
横山が監督を続投。補強は、八戸から、三田尚希、熊本から、佐野翼を完全移籍で獲得し、東洋大学から、坪川潤之が入団。
前半戦は第3節以降4位と6位の間を推移、第13節からの4連勝で第17節終了時に3位浮上、後半戦に入ると、第20節、第22節、第23節終了時に2位に立ち、第26節以降は相模原と2位争いとなり、第31節からは2位を維持、最終節で勝利すれば自力で2位となるところであったが、長野Uスタジアムでは過去長野が未勝利の岩手に0-2で敗れ、3位相模原が勝利したため逆転で3位となり、J2昇格を逃した。
第25回長野県サッカー選手権大会は新型コロナウイルスの流行の影響で大会レギュレーションの変更により不参加のため、第100回天皇杯にも不出場。
2021年
チームスローガン：CHALLENGE
横山体制3年目。明治大学から、2016年の青森山田のキャプテン、住永翔が入団、補強は、群馬から宮阪政樹、讃岐から森川裕基、甲府から金園英学、徳島から秋山拓也そして栃木から榊翔太を獲得し、岩沼俊介や遠藤元一ら6名が契約満了で退団した。
開幕戦の勝利後4連続引き分け→3連敗→引き分けで8試合勝利なしとなり一気に12位まで順位を下げた後、第11節から4連勝を含む7戦負けなし（5勝2分）、前半戦終了となる第15節時点ではJ2昇格圏の首位富山2位福島と勝点差5の7位、後半戦初戦のアウェー宮崎戦の勝利で6位まで浮上したものの、続く第17節から8試合勝利なし（3分5敗）となり第23節には9位まで低下、第24節岐阜戦に敗れ、同節終了時点で残り5試合（第26節は長野は試合なし）で2位宮崎との勝点差が16となりJ2昇格の可能性が消滅した4日後の10月28日、監督の横山が退任となり、コーチの吉澤英生が後任監督に就任。吉澤就任以降の5試合は2勝3分負けなしで終えたものの最終順位は9位のままであった。シーズン終了後、吉澤も監督を退任。
第26回長野県サッカー選手権大会は決勝から出場。アルティスタ浅間に勝利して第101回天皇杯に長野県代表として出場。1回戦で新潟県代表・新潟医療福祉大学FCに勝利、2回戦でJ1・川崎フロンターレにPK戦の末敗れた。
2022年
チームスローガン：PRIDE OF NAGANO
監督に、前YSCC横浜監督のシュタルフ悠紀リヒャルトが就任。
開幕戦と第3節終了時点で2位になったのがシーズン最高順位で、第8節から5試合勝利なし（3分2敗）になるなどし、第14節終了時点では10位にまで順位を落とす。その後後半戦は6-8位を推移し、第31節アウェー信州ダービー松本山雅戦に敗れた時点で、同シーズンのJ2昇格の可能性が完全に消滅。
最終結果は14勝10分10敗の勝点52の8位となった。
第27回長野県サッカー選手権大会は松本山雅のJ3降格により準決勝から出場。準決勝でアルティスタ浅間に勝利するが、決勝で2011年以来11年ぶりの県選手権での信州ダービーとなった松本山雅に敗れたため、第102回天皇杯出場はならず、2012年の第92回天皇杯以来の連続出場（レギュレーション変更のあった2020年の第100回を除く）が途切れた。
2023年
チームスローガン：PRIDE OF NAGANO
シュタルフ体制2年目。
シーズン序盤は好調で、第10節の松本山雅との信州ダービーを制し、首位に浮上。しかしそこから大不振に陥り、第11節の沼津戦から第19節岐阜戦まで9戦勝利なし（3分6敗）で、昇格争いから脱落。8月末の時点で11位とJ2昇格が難しい順位となり、8月28日に成績低迷のためシュタルフ監督を解任。後任に鳥取や今治を指揮した髙木理己が就任。終盤6試合は無敗だったが、最終的に13勝11分14敗の14位となり、前年から順位を落とす。昇格組の奈良クラブとFC大阪にはホーム・アウェイとも無得点で全敗した（4戦合計0-8）。
第28回長野県サッカー選手権大会は要項により「J3チームは2022年リーグ戦の上位チームが決勝から、下位チームが準決勝から出場」と定められ、前年の松本山雅が4位、AC長野が8位だったため準決勝から出場。準決勝で松本大学に勝利、決勝で松本山雅にPK戦の末、県選手権では2005年の第10回大会準決勝以来18年ぶりに勝利（ただしPK戦のため公式記録は引き分け）し、第103回天皇杯に長野県代表として出場。1回戦は京都府代表・AS.Laranja Kyotoに勝利、2回戦でJ1・ヴィッセル神戸に敗退。
2024年
チームスローガン：PRIDE OF NAGANO
髙木体制2年目。J3参入以来最低の順位だった昨年から挽回し、J3優勝とJ2昇格目指したシーズン。開幕戦でFC大阪に敗れ、その後3試合引き分けとスタートダッシュに失敗する。4月から5月にかけ一度3連勝するも、低迷から抜け出せず黒星を重ねる。8月17日の宮崎戦を最後に最終節まで勝てず、チームワーストの14戦未勝利で終了。JFLとの入れ替え戦ひとつ上の18位で終え、シーズン前に掲げた優勝どころかJ3での過去最低順位を更新した。なお苦手とするFC大阪には昨年からの連敗を4に伸ばした。シーズン終了後、高木が監督を退任。
また、クラブ代表取締役社長の今村俊明が体調不良で退任し、10月24日に鷲澤幸一が代表取締役社長に就任した。
第29回長野県サッカー選手権大会は前年に続き、前年のリーグ順位上位チームが決勝、下位チームが準決勝から出場と定められ、前年の松本山雅が9位、AC長野が14位だったため準決勝から出場。準決勝でアルティスタ浅間に勝利、決勝で松本山雅と昨年と同じくPK戦で勝利し第104回天皇杯に長野県代表として出場。1回戦で秋田県代表・猿田興業に勝利、2回戦でJ1・東京ヴェルディに敗退。
Jリーグカップ戦初参戦となった第32回ルヴァンカップは1回戦でJ2の徳島ヴォルティスに5-1、2回戦でJ1の京都サンガに3-2で勝利する。3回戦でJ1の北海道コンサドーレ札幌にPK戦の末敗退。
2025年
チームスローガン：PRIDE OF NAGANO
監督に、元ロアッソ熊本ヘッドコーチの藤本主税が就任。また、クラブ代表取締役も4月1日より澁谷泰宏が就任した。
第30回長野県サッカー選手権大会は前年に続き、前年のリーグ順位上位チームが決勝、下位チームが準決勝から出場と定められ、前年の松本山雅が4位、AC長野が18位だったため準決勝から出場。準決勝でアルティスタ浅間に勝利するも、決勝で松本山雅に敗れて第105回天皇杯への出場はならなかった。
第33回ルヴァンカップは1回戦でJ1・東京ヴェルディにPK戦の末敗退。

## チームキャッチフレーズ/スローガン
- 2008年 Let's try harder!
- 2009年 NO PAIN,NO GAIN
- 2010年 RUN TO WIN!
- 2011年 DO OUR BEST!
- 2012年 Run All
- 2013年 結心
- 2014年 頂戦
- 2015年 Strong 心・信・進
- 2016年 共超
- 2017年 一体感
- 2018年 一体感 Get Up
- 2019年 一体感 for Dream!
- 2020年 CHANGE!
- 2021年 CHALLENGE
- 2022年 PRIDE OF NAGANO
- 2023年 PRIDE OF NAGANO
- 2024年 PRIDE OF NAGANO
- 2025年 PRIDE OF NAGANO

## タイトル・表彰

### リーグ戦
- 日本フットボールリーグ：1回
  - 2013
- 北信越フットボールリーグ1部：4回
  - 2002, 2005, 2008, 2010
- 長野県フットボールリーグ1部：3回
  - 1991, 1996, 2000

### カップ戦
- 全国社会人サッカー選手権大会：1回
  - 2008（第44回）
- 長野県サッカー選手権大会（兼天皇杯長野県予選）：11回
  - 2004, 2012, 2013, 2015, 2016, 2017, 2018, 2019, 2021, 2023, 2024

### 個人
- J3リーグ
  - 月間優秀監督賞
    - 横山雄次 : 2回（2019年11月・12月、2020年9月）
- 日本フットボールリーグ
  - 最優秀選手（MVP）
    - 2013年 : 宇野沢祐次

  - ベストイレブン
    - 2011年 : 大橋良隆、向慎一、宇野沢祐次
    - 2012年 : 大橋良隆、向慎一、宇野沢祐次
    - 2013年 : 諏訪雄大、大島嵩弘、大橋良隆、佐藤悠希、宇野沢祐次

  - 得点王
    - 2013年 : 宇野沢祐次

  - 新人王
    - 2013年 : 西口諒

  - 最優秀監督
    - 2013年 : 美濃部直彦

### その他
- J3リーグ
  - フェアプレー賞 : 2014, 2015, 2017

## スタジアム
ホームスタジアムは南長野運動公園総合球技場（長野Uスタジアム）である。なお、過去のホームゲーム開催スタジアムはAC長野パルセイロの年度別成績一覧#年度別入場者数を、南長野の改修に関しては南長野運動公園総合球技場#改築工事に至る経緯を参照のこと。

## アカデミー・下部組織

### ジュニアユース
2005年に前身の長野エルザジュニアユースとして設立。2013年現在U-15長野県ユースサッカーリーグ・トップ1部に所属し、同年第22回長野県クラブユースサッカー選手権大会（U-15）で優勝した。

### スクール・アカデミー
U-10(小学校3・4年)、U-12(小学校5・6年)世代を対象にパルセイロサッカースクールを、U-6(年中・年長)、U-8(小学校1・2年)を世代を対象に信濃グランセローズと共同で設立したNico Sports Academy（ニコスポーツアカデミー）での指導を行なっている。また上記とは別に、長野市を中心とした北信、東信地域の幼稚園、保育所、小学校などでの指導も行なっている。

## 総合型地域スポーツクラブ
「AC(Athletic Club)」の名前の通り当クラブはJリーグ百年構想による総合型地域スポーツクラブを目指しており、サッカークラブ以外に下記のスポーツクラブが「パルセイロ」として活動している。前述の通りパルセイロのブランドネーム、チームカラーであるオレンジ、クラブエンブレムの「エルザ」のロゴマークを共有している。

### アイスホッケー
AC長野パルセイロアイスホッケーチーム。2008年にまず中学生のチームを立ち上げ、現在はU-12(小学生)、U-16(中学生)、U-18(高校生)及び社会人チームと各年代層のカテゴリ－のチームを有している。。

### バドミントン
2016年4月に「信陽食品バドミントンクラブ」がAC長野パルセイロ・バドミントンクラブに名称を変更した。現在男子チームがバドミントン日本リーグのチャレンジリーグ(3部リーグ)に参戦中、2部である日本リーグへのステップアップを目指している。

## ユニフォーム

### チームカラー
- オレンジ

### ユニフォームスポンサー
| 掲出箇所   | スポンサー名   | 表記          | 掲出年                   | 備考                                                                                  |
| 胸         | ホクト         | HOKTO         | 2015年 -                 | 2011年 - 2014年は袖                                                                   |
| 鎖骨       | 長野都市ガス   | 長野都市ガス  | 2023年 -                 | 左側に表記 2010年 - 2014年は胸 2008年 - 2009年・2015年は袖 2016年 - 2022年は背中上部  |
| 鎖骨       | 炭平グループ   | 炭平          | 2021年 -                 | 右側に表記 2013年 - 2014年、2017年 - 2020年は袖 2013年 - 2014年は「炭平グループ」表記 |
| 背中上部   | マナテック     | MANATEC       | 2023年 -                 | 2016年 - 2022年は背中下部 2016年 - 2017年は「松田・南信」表記                         |
| 背中下部   | 栗田病院       | 栗田病院      | 2023年 -                 | 2018年 - 2022年は鎖骨左側                                                             |
| 袖         | 不二越機械工業 | FM― fujikoshi | 2023年 -                 |                                                                                       |
| パンツ前面 | 信濃毎日新聞   | 信濃毎日      | 2007年 - 2008年 2010年 - |                                                                                       |
| パンツ背面 | なし           | -             | -                        |                                                                                       |

### ユニフォームサプライヤーの遍歴
- 2005年 - 2012年：デレルバ
- 2013年 - 2015年：デュエロ
- 2016年 - 現在：ペナルティ

### 歴代ユニフォーム
| FP 1st      | FP 1st      | FP 1st | FP 1st | FP 1st |
| ----------- | ----------- | ------ | ------ | ------ |
| 2007 - 2010 | 2011 - 2012 | 2013   | 2014   | 2015   |
| 2016        | 2017        | 2018   | 2019   | 2020   |
| 2021        | 2022        | 2023   | 2024   | 2025 - |
|             |             |        |        |        |

| FP 2nd      | FP 2nd      | FP 2nd | FP 2nd | FP 2nd |
| ----------- | ----------- | ------ | ------ | ------ |
| 2007 - 2010 | 2011 - 2012 | 2013   | 2014   | 2015   |
| 2016        | 2017        | 2018   | 2019   | 2020   |
| 2021        | 2022        | 2023   | 2024   | 2025 - |
|             |             |        |        |        |

### 歴代ユニフォームスポンサー表記
| 年度 | 箇所                  | 箇所         | 箇所                 | 箇所             | 箇所       | 箇所                                | 箇所                          | 箇所       | サプライヤー |
| 年度 | 胸                    | 鎖骨左       | 鎖骨右               | 背中上部         | 背中下部   | 袖                                  | パンツ前面                    | パンツ背面 | サプライヤー |
| 2005 | -                     | 解禁前       | 解禁前               | YAWATAYA ISOGORO | 解禁前     | -                                   | サニーヘルス                  | 解禁前     | DELL'ERBA    |
| 2006 | AOKI'                 | 解禁前       | 解禁前               | YAWATAYA ISOGORO | 解禁前     | -                                   | MISUZU みすずコーポレーション | 解禁前     | DELL'ERBA    |
| 2007 | AOKI'                 | 解禁前       | 解禁前               | -                | 解禁前     | -                                   | 信濃毎日                      | 解禁前     | DELL'ERBA    |
| 2008 | AOKI'                 | 解禁前       | 解禁前               | -                | 解禁前     | 長野都市ガス                        | 信濃毎日                      | 解禁前     | DELL'ERBA    |
| 2009 | Mj エムジェーマガジン | 解禁前       | 解禁前               | 根元八幡屋礒五郎 | 解禁前     | 長野都市ガス                        | 長野平青学園                  | 解禁前     | DELL'ERBA    |
| 2010 | 長野都市ガス          | 解禁前       | 解禁前               | 根元八幡屋礒五郎 | 解禁前     | SUZUKI 株式会社鈴木 SUZUKI CO.,LTD. | 信濃毎日                      | 解禁前     | DELL'ERBA    |
| 2011 | 長野都市ガス          | 解禁前       | 解禁前               | HOKTO            | 解禁前     | SUZUKI 株式会社鈴木 SUZUKI CO.,LTD. | 信濃毎日                      | 解禁前     | DELL'ERBA    |
| 2012 | 長野都市ガス          | 解禁前       | 解禁前               | HOKTO            | 解禁前     | SUZUKI 株式会社鈴木 SUZUKI CO.,LTD. | 信濃毎日                      | 解禁前     | DELL'ERBA    |
| 2013 | 長野都市ガス          | 解禁前       | 解禁前               | HOKTO            | 解禁前     | 炭平グループ                        | 信濃毎日                      | 解禁前     | DUELO        |
| 2014 | 長野都市ガス          | 解禁前       | 解禁前               | HOKTO            | 解禁前     | 炭平グループ                        | 信濃毎日                      | 解禁前     | DUELO        |
| 2015 | HOKUTO                | 解禁前       | 解禁前               | -                | 解禁前     | 長野都市ガス                        | 信濃毎日                      | 解禁前     | DUELO        |
| 2016 | HOKUTO                | 解禁前       | 解禁前               | 長野都市ガス     | 松田・南信 | Densen 株式会社デンセン             | 信濃毎日                      | 解禁前     | PENALTY      |
| 2017 | HOKUTO                | 解禁前       | 解禁前               | 長野都市ガス     | 松田・南信 | 炭平                                | 信濃毎日                      | 解禁前     | PENALTY      |
| 2018 | HOKUTO                | 栗田病院     | トヨタユー・グループ | 長野都市ガス     | MANATEC    | 炭平                                | 信濃毎日                      | 解禁前     | PENALTY      |
| 2019 | HOKUTO                | 栗田病院     | トヨタユー・グループ | 長野都市ガス     | MANATEC    | 炭平                                | 信濃毎日                      | 解禁前     | PENALTY      |
| 2020 | HOKUTO                | 栗田病院     | -                    | 長野都市ガス     | MANATEC    | 炭平                                | 信濃毎日                      | -          | PENALTY      |
| 2021 | HOKUTO                | 栗田病院     | 炭平                 | 長野都市ガス     | MANATEC    | -                                   | 信濃毎日                      | -          | PENALTY      |
| 2022 | HOKUTO                | 栗田病院     | 炭平                 | 長野都市ガス     | MANATEC    | -                                   | 信濃毎日                      | -          | PENALTY      |
| 2023 | HOKUTO                | 長野都市ガス | 炭平                 | MANATEC          | 栗田病院   | FM― fujikoshi                       | 信濃毎日                      | -          | PENALTY      |
| 2024 | HOKUTO                | 長野都市ガス | 炭平                 | MANATEC          | 栗田病院   | FM― fujikoshi                       | 信濃毎日                      | -          | PENALTY      |
| 2025 | HOKUTO                | 長野都市ガス | 炭平                 | MANATEC          | 栗田病院   | FM― fujikoshi                       | 信濃毎日                      | -          | PENALTY      |

### 備考
- 2014年 - 2015年は第15回日本フットボールリーグ（2013年）優勝による星がエンブレムの上に付けられていた。

## メディア

### テレビ
- NHK長野放送局
  - 『イブニング信州』 (マンデースポーツ、スポーツコーナー「スポしん」)
- テレビ信州
  - 『スポーツジェネレーション』（毎週火曜 21:54 - 22:00）
  - 『KICK OFF! SHINSHU』（毎週土曜 11:55 - 12:25）
- 信越放送
  - 『オレンジ魂週刊パルセイロ』（毎週木曜 18:55 - 19:00）
- 長野放送
  - 『アスリートG』(毎週水曜 22:54 - 23:00)

### ラジオ
- FMぜんこうじ -「フォルサ☆パルセイロ」（毎週金曜 18:30 - 19:00）
- SBCラジオ -「らじ☆パル」(毎週木曜 14:30 -14:50、情報わんさかGOGOワイド!らじ★カン内)

### 新聞・雑誌
- 信濃毎日新聞 - がんばれ!信州サッカー
- 長野市民新聞 - 「Go Goal AC長野パルセイロ」（毎月第3火曜日掲載）
- Do!Sul - 「ORANGE ROAD AC長野パルセイロ通信」（長野市周辺地域のフリーマガジン。毎月第3木曜日発行）

### 映画
- 映画「クラシコ」